# S:t Olofs kyrka, Yläne
Yläne S:t Olofs kyrka (finska: Yläneen kirkko) är en luthersk träkyrka i Yläne, Pöytis, i det finländska landskapet Egentliga Finland. Kyrkobyggnaden färdigställdes 1782 enligt byggmästare Mikael Piimänens ritningar. Yläne kyrka var huvudkyrka till Yläne församling fram till 2009 när Yläne kommun uppgick i Pöytis. Kyrkan ägs av Pöytis församling.
Kyrkan är helgad åt S:t Olof.

## Historia och arkitektur
Det har funnits en tidigare kyrka på samma plats där den nuvarande kyrkan ligger. Den tidigare kyrkan var byggd 1663.
Yläne S:t Olofs kyrka är en långhuskyrka med klocktorn. Kyrkans altartavla, målad av Johan Zacharis Blackstadius år 1874, föreställer Nedtagandet från korset. Tavlan är inte signerad. Orgeln, delvis bevarad, byggdes av Bror Axel Thule år 1888 och har 14 stämmor. Den restaurerades 2007. Minnesmärket vid Yläne hjältegravar, designat av Jussi Vikainen, föreställer fredens ängel. Kyrkan har spåntak och dess väggar är målade med rödmylla. Omkring kyrkan och kyrkogården finns en stenmur. Även om kyrkosalen har renoverats flera gånger har kyrkan behållit sin ursprungliga utformning utifrån. 
Yläne prästgård ligger några hundra meter från kyrkan och uppfördes år 1877. Vägen Yläne–Oirpää byggdes genom prästgårdens trädgård år 1967. Museiverket har klassificerat Yläne kyrkbacke med prästgården en värdefull kulturmiljö av riksintresse.

## Bilder

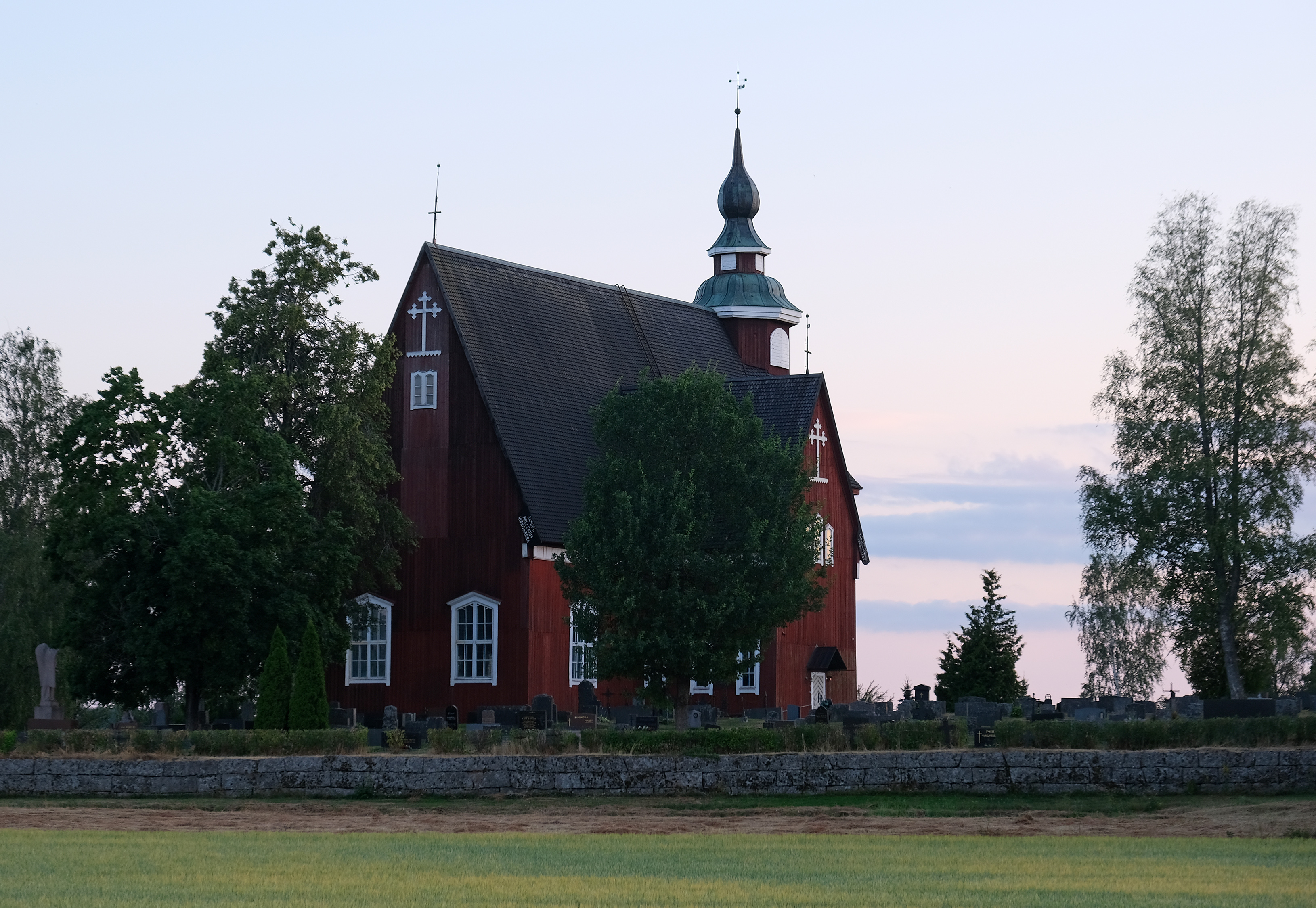
Yläne kyrka med stenmuren.
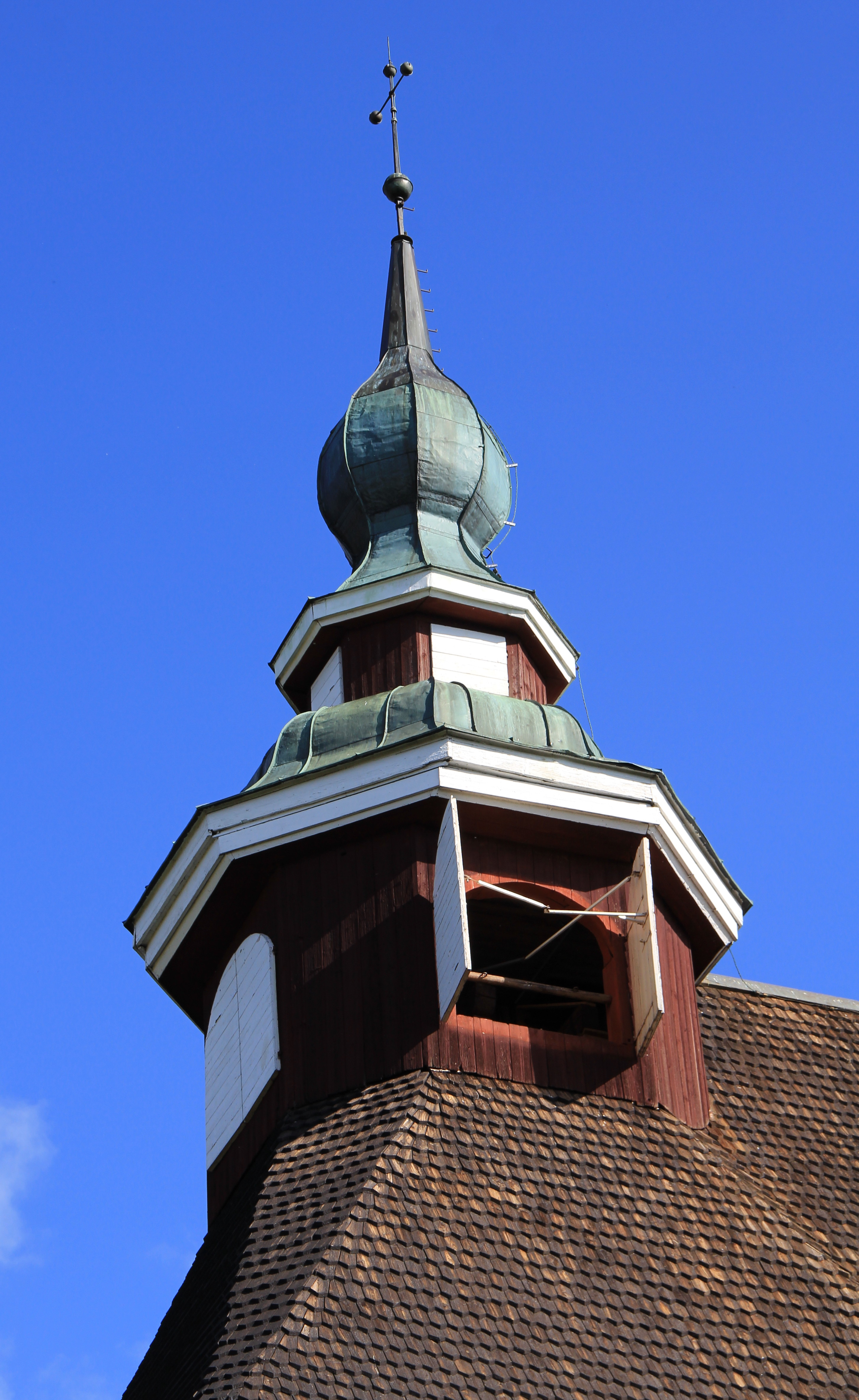
Klocktornet.
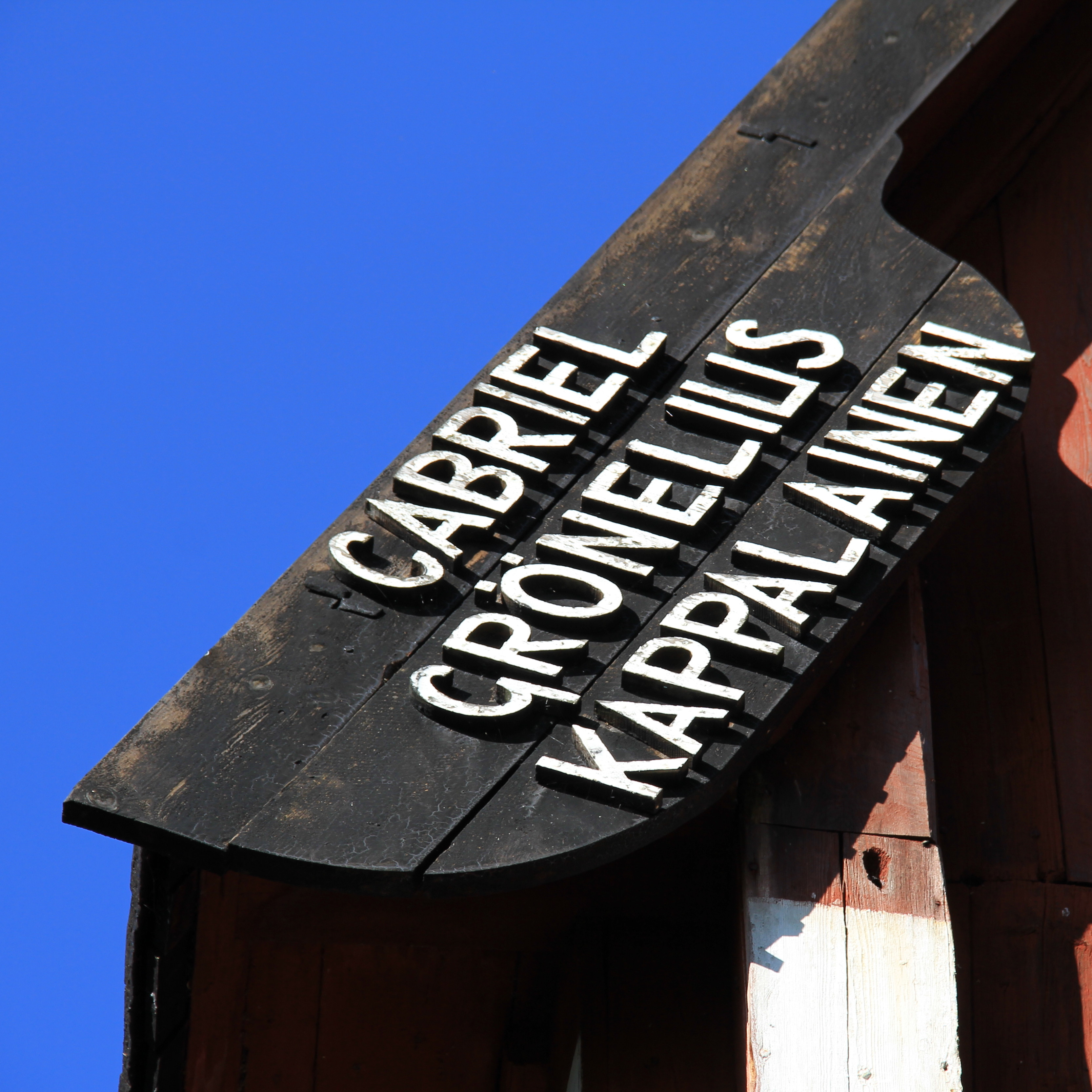
Kaplan Gabriel Grönelius namn på taket.
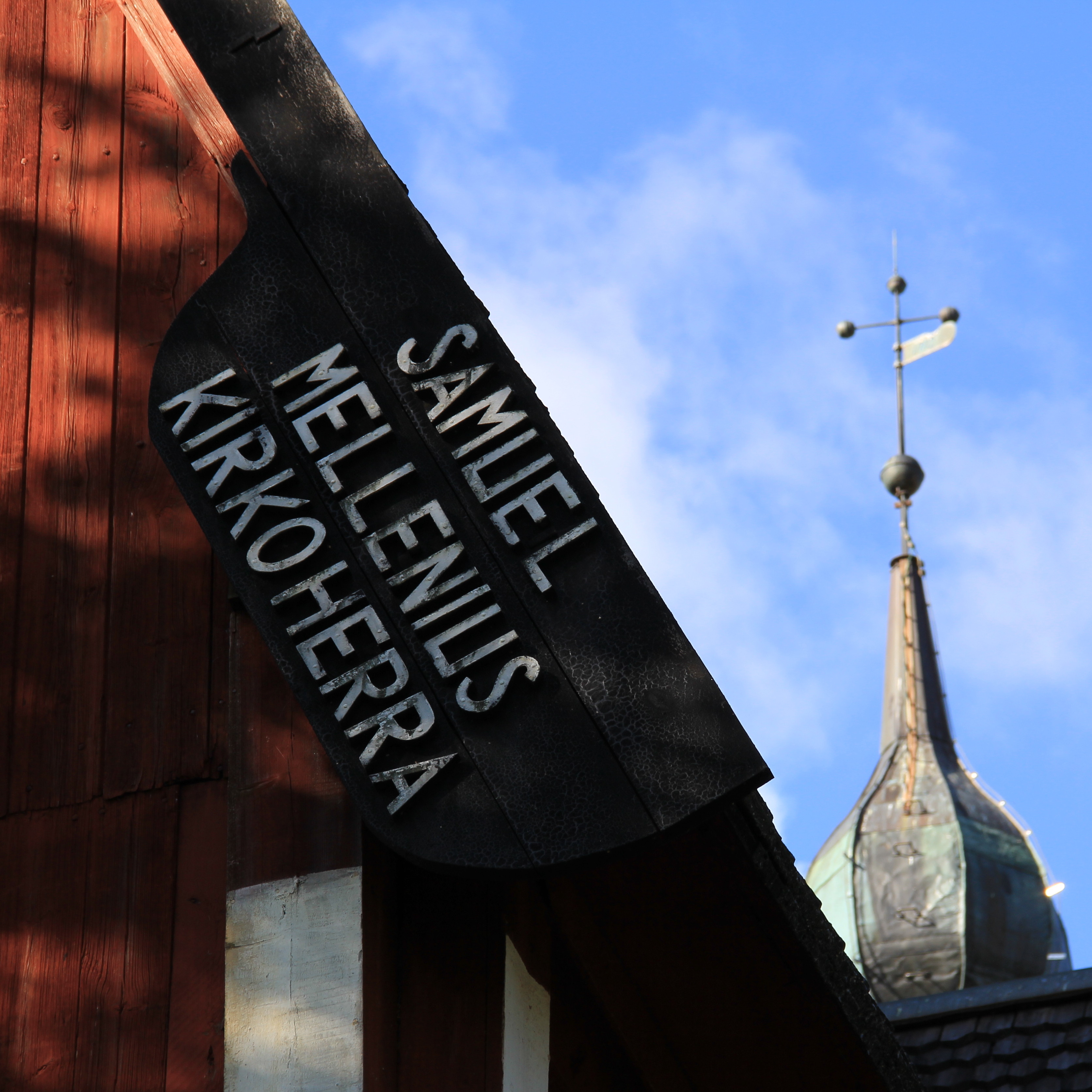
Kyrkoherde Samuel Mellenius namn på taket
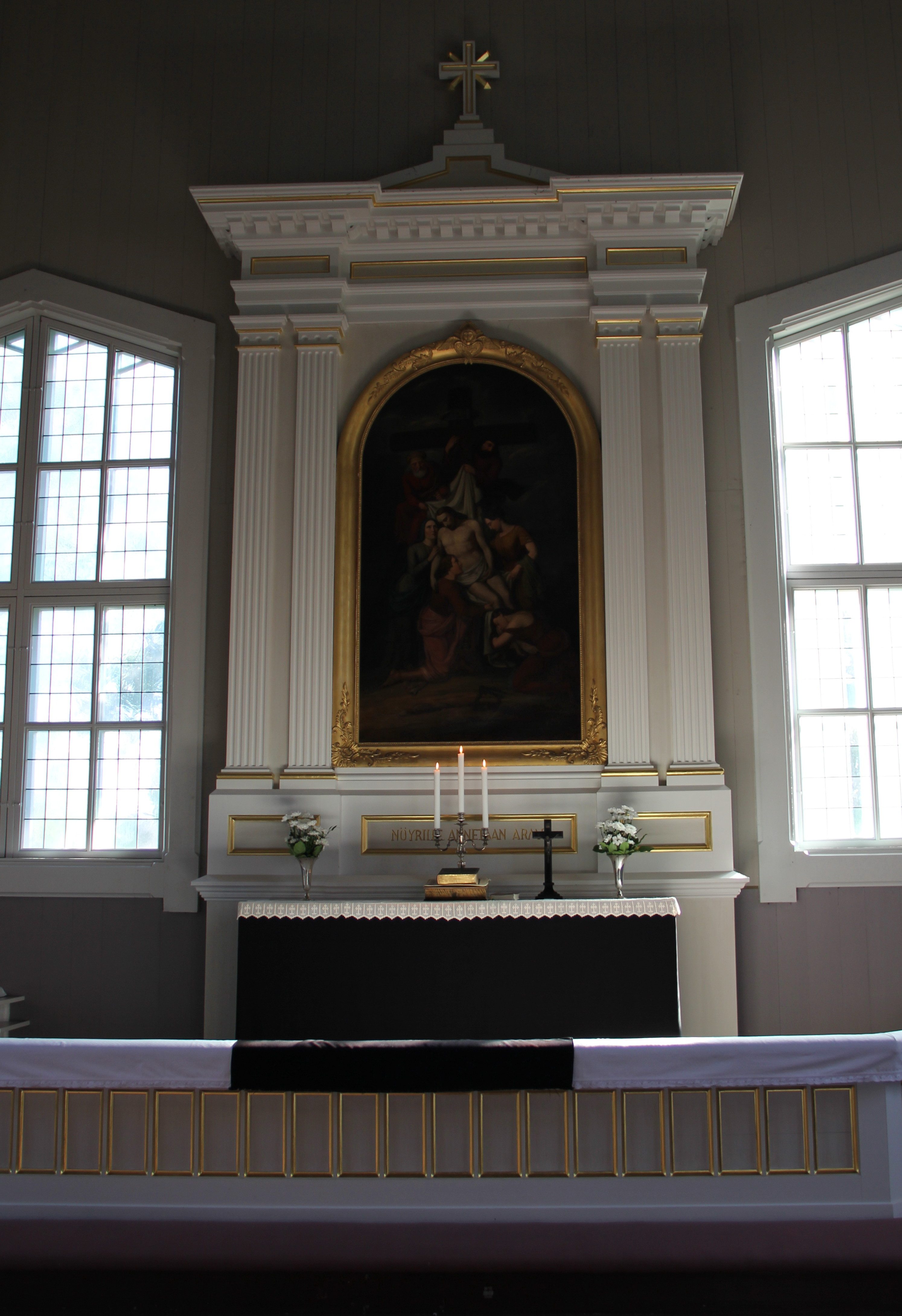
Altartavlan.
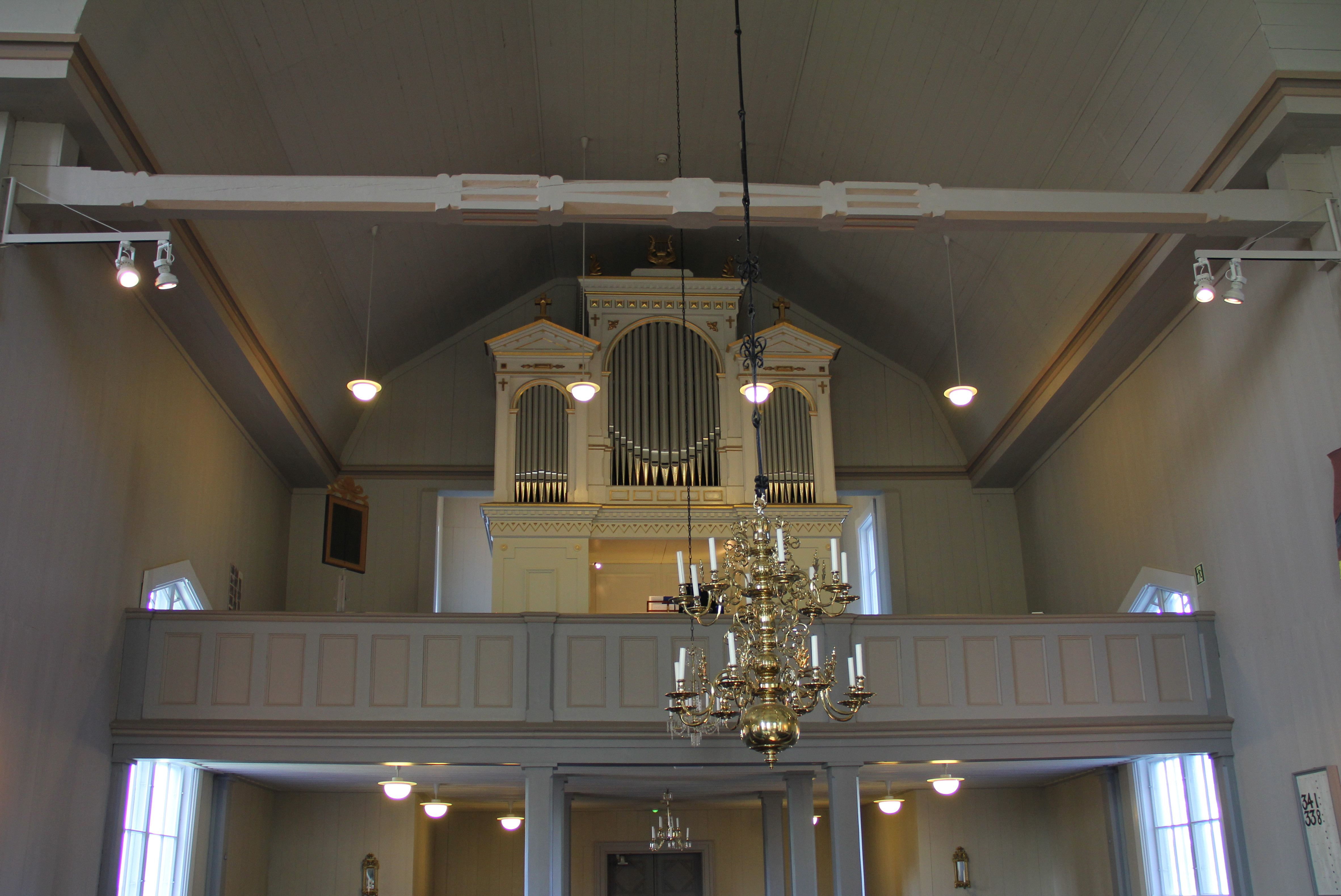
Orgeln.
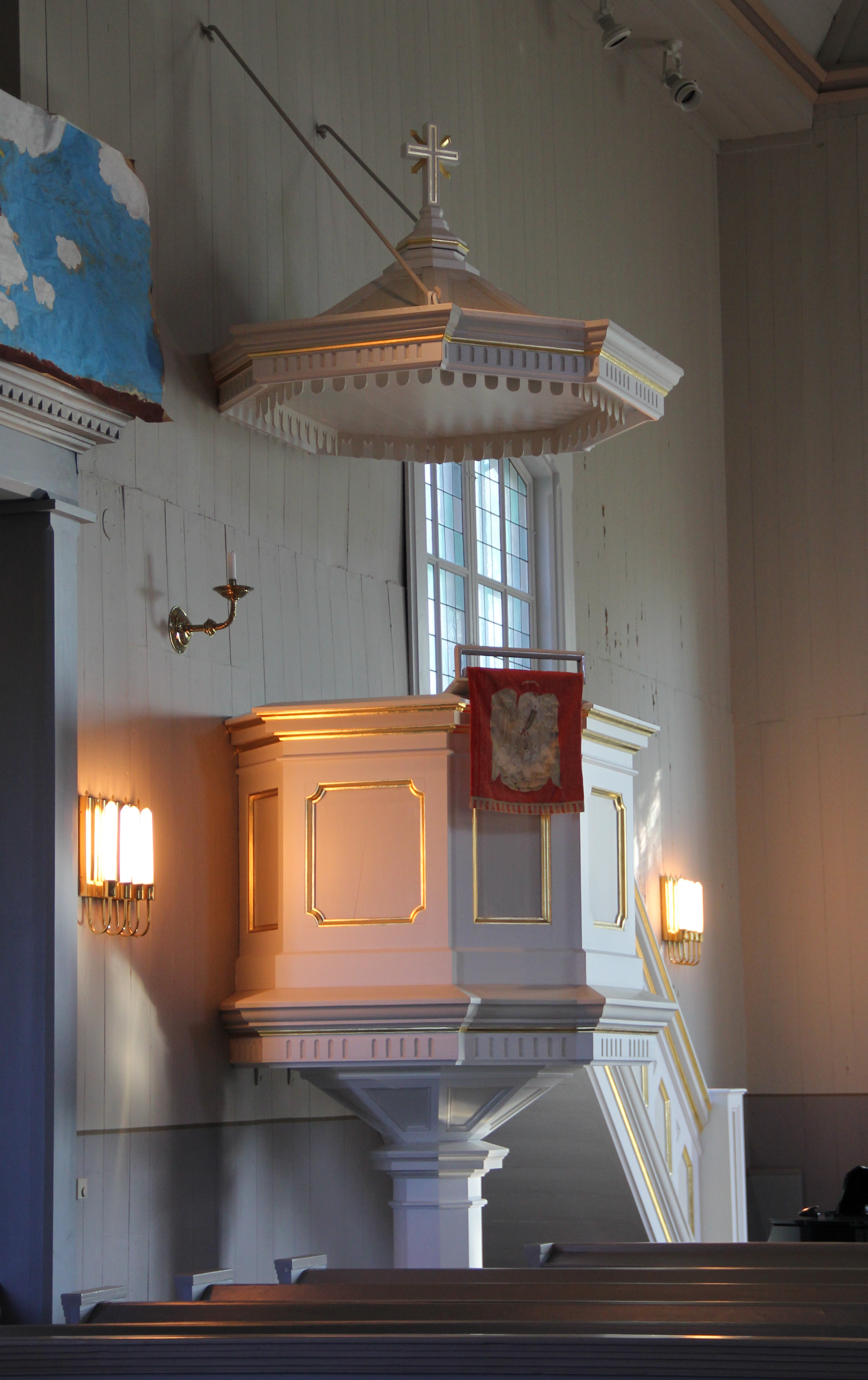
Predikstolen.